# Аррены

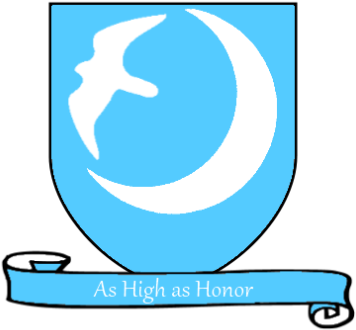

Аррены — один из великих домов Вестероса в цикле романов Джорджа Мартина «Песнь Льда и Огня» и сериалах «Игра престолов» и «Дом Дракона». Главы дома носят титул лордов Орлиного гнезда, Верховных лордов Долины Аррен и Хранителей Востока. Герб Арренов — белые сокол и месяц, девиз — «Высокий как честь».

## История рода
Дом Арренов был основан представителем андальской знати Артисом Арреном, который в Битве Семи Звёзд победил последнего короля Первых Людей Робара Ройса и основал династию королей Горы и Долины. Внук Артиса Роланд Первый заложил фамильный замок — Орлиное Гнездо, однако погиб от руки местных горцев. Потомки короля Роланда Аррена позднее вступили в многолетний конфликт против Старков за обладание архипелагом Три Сестры, а их врагами на море стали железнорождённые, пираты с островов под названием Ступени и работорговцы из Волантиса.
Когда Таргариены приступили к завоеванию Вестероса, их флот под командованием Деймона Велариона был разбит флотом Арренов в битве у Чаячьего города. Но в ходе визита сестры Эйегона Завоевателя Висеньи Таргариен в Орлиное Гнездо Роннел Аррен отказался от короны. Так Аррены стали лордами Орлиного гнезда и Хранителями Востока.
Когда при Эйенисе Первом началось восстание Святого Воинства, Джонос Аррен захватил власть в Орлином Гнезде, но был убит своими же единомышленниками, которые убоялись угроз принца Мейегора. Джейехейрис Первый выдал свою дочь Дейлу замуж за лорда Родрика Аррена и впоследствии сами Аррены встали на сторону правнучки Старого Короля Рейениры Таргариен во время Танца Драконов. Однако, когда Эйегон Третий стал королём, леди Джейн Аррен не сразу признала его правителем Семи Королевств и позднее вошла в состав регентского совета. После смерти леди Джейн в Долине Аррен вновь вспыхнула смута, победителем в которой стал сир Джоффри Аррен. Аррены поддержали Таргариенов во время Первого Восстания Блэкфайра и сумели спасти своими решительными действиями свои же владения во время Великого Весеннего Поветрия.
Хранитель Востока Джон Аррен — участник Войны Девятигрошевых Королей был несколько раз женат с целью — заиметь наследника. Он же стал воспитателем Эддарда Старка и Роберта Баратеона. После похищения принцем Рейегаром Лианны Старк король Эйерис Безумный казнил лорда Винтерфелла Рикарда Старка и его старшего сына Брандона, а заодно и племянника лорда Джона Элберта Аррена — наследника Орлиного Гнезда. Лорд Штормового Предела Роберт Баратеон поднял восстание против Таргариенов, во время которого Джон Аррен женился на младшей дочери лорда Риверрана Хостера Талли Лизе, и в итоге власть династии королей — драконов над Вестеросом пала.
Джон Аррен стал Десницей при новом короле, а именно при Роберте Баратеоне, и при этом стал организатором заключения брака самого Роберта и дочери лорда Тайвина Ланнистера Серсеи. Позже Джон заподозрил, что дети Роберта и королевы Серсеи — на самом деле бастарды, которых сама Серсея родила от своего брата члена Королевской Гвардии Джейме, и вместе с членом Малого Совета Станнисом Баратеоном провёл собственное расследование. Сам десница короля намеревался втайне отослать своего хилого и несамостоятельного сына Роберта, рожденного от Лизы Аррен, в качестве воспитанника на Драконий Камень, но вскоре умер от яда, который дал ему его же собственный сквайр Хью из Долины. Так Лиза Аррен, которая с давних времен была влюблена в мастера над монетой Петира Бейлиша, устранила своего мужа и затем, бежав вместе с сыном в Орлиное Гнездо, обвинила в адресованном к своей старшей сестре Кейтилин Старк секретном письме в смерти Джона Аррена Ланнистеров. Сама леди Кейтилин Старк увезла в Долину Аррен плененного ею по подозрению в покушении на Брана Старка Тириона Ланнистера и у Лизы Аррен появилась возможность казнить младшего сына лорда Тайвина, обвинив в причастности к гибели Джона Аррена. Однако Тирион получил свободу в ходе победы наемника Бронна над сиром Вардисом Игеном в судебном поединке и сама леди Кейтилин покинула Долину Аррен после того, как её сестра отказалась помогать собственному племяннику Роббу Старку в Войне Пяти Королей. Хотя Ройсы из Лунного Камня, Уэйнвуды и другие знаменосцы Арренов активно потребовали от Лизы Аррен вмешаться в Войну Пяти Королей. Вскоре по указанию Тириона, который стал временным десницей при племяннике — короле Джоффри, в Долину Аррен прибыл Петир Бейлиш с целью — убедить леди Лизу признать сюзеренитет Железного Трона. Так Долина Аррен встала на сторону Джоффри Баратеона, а сама Лиза Аррен вышла замуж за Мизинца и сделала его лордом — протектором. Однако Петир Бейлиш, благодаря которому Санса Старк была спасена из плена на унесшей жизнь короля Джоффри Пурпурной Свадьбе и доставлена в Долину Аррен, убил свою ревнивую супругу, а заодно и поставил на место выступивших против его самого знаменосцев Арренов во главе с Ройсами. При этом у ставшего опекуном Роберта Аррена Мизинца появился план касаемо заключения брака Сансы Старк и сира Гаррольда Хардинга — племянника Джона Аррена.

## Восприятие
Bloomberg, опубликовавший рейтинг домов Вестероса по финансовому признаку, поставил Арренов на третью позицию. Решающим аргументом стал контроль этого дома над Долиной.